# Derefunda philippina
Derefunda philippina är en insektsart som först beskrevs av Melichar 1914.  Derefunda philippina ingår i släktet Derefunda och familjen vedstritar.
Artens utbredningsområde är Filippinerna. Inga underarter finns listade i Catalogue of Life.